# Adelborg Linklett
Adelborg Linklett (szül. Signhild Adelborg Rasmussen, Norðskáli, 1935. január 29. – 2024. május 26.) feröeri színésznő. Több dán és feröeri filmben játszott, például Katrin Ottarsdóttir Manden der fik lov at gå és Bye Bye Bluebird című filmjeiben, illetve mellékszereplőként a Barbara című produkcióban is.

## Filmszerepei
- Bye Bye Bluebird (1999) – Rannvá nagymamája
- Barbara (1997) – Madmor
- Manden der fik lov at gå (1995)[4]